# Edward Van Sloan
Edward Van Sloan (1 de novembro de 1892 - 6 de março de 1964) foi um ator de cinema norte-americano mais lembrado por seus papéis em filmes de terror da Universal Studios.

## Carreira
Van Sloan apareceu no cinema na decada de 1930, incluindo Dracula (1931), Frankenstein (1931) e A Múmia (1932). No primeiro delas, ele interpretou Abraham Van Helsing, o famoso caçador de vampiros. Em Frankenstein, saiu na frente de uma cortina antes dos créditos de abertura do filme para alertar o público para sair do teatro se eles eram muito melindrosos.